# Paul in den Eicken

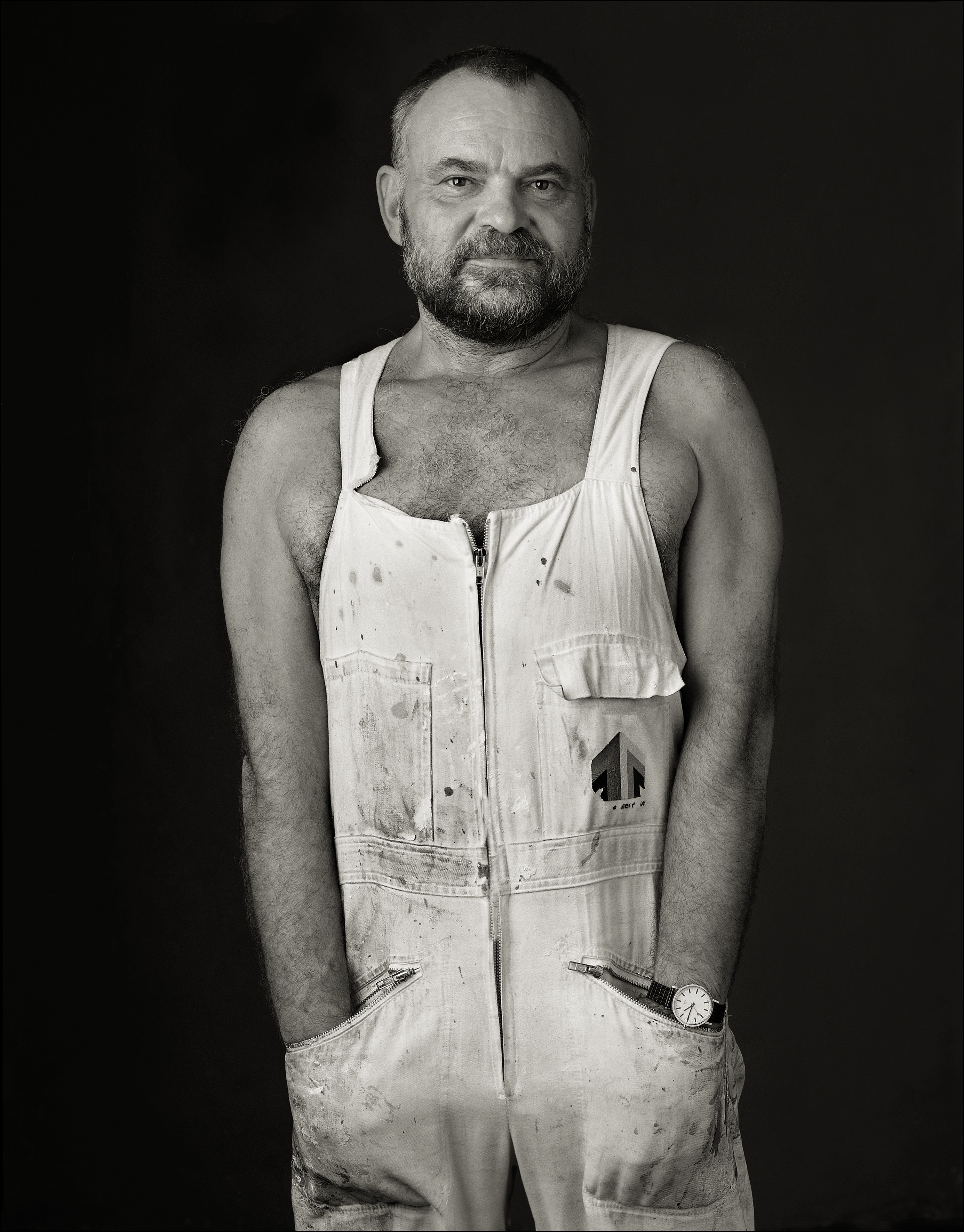
1994 Palma de Mallorca

Paul in den Eicken (* 1. Januar 1945 in Bielefeld; † 13. November 2013 in Palma) war ein deutscher Grafiker und Maler, der ab 1993 auf Mallorca arbeitete.

## Leben
Paul In den Eicken studierte 1962 bis 1968 Gebrauchsgrafik an der Freien Akademie Mannheim.
1968 bis 1978 lehrte er Grafik und Design an der damaligen Werkkunstschule Mannheim. 1978 bis 1982 hatte er einen Gastlehrauftrag für Künstlerische Schriftgestaltung, Kalligrafie und Typografie an der Staatlichen Akademie der Bildenden Künste Karlsruhe. Zwischen 1980 und 1985 unterrichtete er an der Odenwaldschule das Fach Kunst in der Oberstufe.
1980 bis 1993 arbeitete er in seinem Atelier in Speyer und war in den Jahren von 1991 bis 1997 Mitglied der Darmstädter Sezession. Seit 1993 lebte und arbeitete er auf Mallorca, anfangs in Palma, seit 1999 in Maria de la Salut.

## Werk
Bereits vor der Jahrtausendwende nutzte er den Computer mit einem Grafiktablett nicht nur zum Skizzieren, sondern auch, um digitale Grafiken zu erstellen, die er dann im Format DIN A3 ausdruckte. Trotzdem arbeitete er, besonders zur Illustration, gerne in der konventionellen Technik Zeichenkohle und Kreide auf Packpapier. Seine künstlerische Tätigkeit konzentrierte sich aber auf die Malerei, häufig in großen Formaten. Seit Beginn seines Aufenthalts auf Mallorca bezogen sich seine Arbeiten auf die Eindrücke, die er in seiner neuen Heimat erhielt, die er dann als „gegenstandslose Stimmungsbilder“ darstellte.

## Arbeiten in öffentlichen Sammlungen
- Stadt Mannheim
- Kunsthalle Mannheim
- Stadt Darmstadt
- Stadt Speyer
- Kunstsammlung Rheinland-Pfalz
- Kunstsammlung Baden-Württemberg
- Pfalzgalerie Kaiserslautern
- Evangelische Kirche der Pfalz
- Fundació Miró, Palma de Mallorca

## Kunst im öffentlichen Raum
- Plexiglas-Plastik im Skulpturengarten Speyer[6]

- Wandgemälde Eingang und Treppenhaus des Gebäudes des Deutschen Forschungsinstituts für öffentliche Verwaltung in Speyer

## Preise
- 1975: Preis für Grafik-Design des Deutschen Presseverbandes
- 1978: Preis für Malerei der Neuen Darmstädter Sezession
- 1982: Hans-Purrmann-Preis für Malerei der Stadt Speyer
- 1995: Mención de Honor der Fundació Pilar i Joan Miró, Palma de Mallorca